# Phiang
Phiang là một huyện (muang, mường) thuộc tỉnh Xayabury ở bắc Lào.